# Петар Миљановић
Петар Миљановић (Хусино, код Тузле, 16. септембар 1916 – Брезице код Добоја, 18. април 1942), учесник Народноослободилачке борбе и народни херој Југославије.

## Биографија
Родио се у селу Хусино, код Тузле 16. септембра 1916. године у радничкој породици. Отац му је био рудар и један од учесника Хусинске буне која је била од 21. до 28. децембра 1920. године. За време буне био је члан штрајкачког одбора. Петар је након завршене основне школе и машинбраварског заната постао рударски радник. Када је обновљена Комунистичка партија Југославије 1940. године постао је њен први секретар. Главни циљ био му је да придобије и окупи сеоску и радничку омладину како би пришли Комунистичкој партији. Након слома Југословенске државе радио је на припреми устанка у Хусину и његовој околини. Заједно са групом комуниста прибавио је оружје и 20. августа стигао у место Брезике на Озрену где је био штаб утаничких снага.
Учествовао је у нападу на Добој 23. августа у групи коју су сачињавали борци из околине Озрена. У овом нападу погинуо је командир Хусињана Иво Бојовић, те је Петар Миљановић једно време вршио дужност командира чете. Петар је био храбар војник, а посебно се истакао у борби са усташама на путу Тузла − Кладањ, против четника на Озрену и домобрана на Возући. У марту 1942. је формиран 1. источнобосански батаљон а Хусинска група је ушла у састав 3. чете тог батаљона. Том приликом Петар Миљановић је постао њен комесар. Недуго затим Петар је погинуо у борби са четницима 18. априла 1942. године у селу Брезицама на Озрену.
Указом председника ФНР Југославије Јосипа Броза Тита, 27. новембра 1953. године, проглашен је за народног хероја.